# Christina Seeland
Christina Seeland (* 13. April 1973 in Hamburg) ist eine deutsche Regisseurin. Sie gewann 2011 für ihren Dokumentarfilm Wärst Du lieber tot? den Deutschen Fernsehpreis.

## Leben
Seeland war als Schülerin 1986 Jugendmoderatorin beim NDR. Nach dem Abitur an der Sankt-Ansgar-Schule absolvierte sie ein Praktikum bei Radio Hamburg. Sie betrieb von 1995 bis 2002 Wing Chun und wurde darin 2000 Hamburger Vizemeisterin.
An der Universität Hamburg studierte Seeland von 1997 bis 2003 Schauspieltheater-Regie bei Jürgen Flimm. Ihre Diplominszenierung Klingt meine Linde nach Astrid Lindgrens Märchen hatte 2002 im Kulturzentrum Kampnagel Premiere. 2005 lief das Stück am Theater an der Sihl in Zürich. Sie arbeitete mit Jürgen Flimm an der Akademie der bildenden Künste Wien, hospitierte bei Pina Bausch und assistierte Johann Kresnik und Gottfried Helnwein. Später arbeitete sie am Thalia Theater in Hamburg sowie an der Volksbühne Berlin und der Hamburgischen Staatsoper.
Aus ihrer eigenen Arbeit in der Pflege ging 2010 ihr Debütfilm Wärst Du lieber tot? hervor, ein Dokumentarfilm über das Leben von sechs Menschen mit einer Schwerstbehinderung sowie deren Angehörige, Freunde und Pflegepersonal. Hierfür wurde sie mit dem Deutschen Fernsehpreis 2011 für die beste Dokumentation ausgezeichnet.